# Lockheed L-18 Lodestar
El Lockheed Model 18 Lodestar, va ser un avió de transport bimotor de la II Guerra Mundial produït com una de les millores del reeixit Lockheed L-10 electra.

## Disseny i Desenvolupament
Tot i que el Model 14 Super Electra, tenia unes prestacions majors que el Douglas DC-3, aquest últim superava àmpliament en vendes al primer, a causa del seu menor valor operacional. També, el L-14 Super Electra, va patir 3 accidents en tan sols 15 mesos, el que va fer que la confiança dels clients baixés.
Per tot això, Lockheed va iniciar una modificació del Super Electra, eixamplant el fuselatge en 1,68 m el que va permetre situar dues files extra de seients aconseguint arribar a 18 passatgers. En aquesta nova versió es va eliminar la paraula Electra, per evitar que s'associés aquest model al que havia patit els accidents, i va ser designat com a Model 18 Lodestar. Tot i això, al Lodestar li costava molt trobar clients entre les aerolínies estatunidenques

## Història Operacional
El Lodestar que va fer el seu primer vol el 2 de febrer de 1940 i va rebre la seva certificació el 30 de març d'aquell mateix any, va demostrar, tan aviat com es va iniciar la seva producció, que podia igualar els costos del DC-3 sense perdre els seus rendiments superiors.
Un total de 625 unitats van ser produïdes, de les quals menys de 150 van ser entregats per a usos civils, i la resta va correspondre a la versió C-60A, usat pel USAAC com a transport de paracaigudistes tot i que, alguns d'ells van ser reconvertits després de la guerra en transports comercials.

## Especificacions (C-60A-5)
Dades de Lockheed Aircraft since 1913
Característiques generals
- Tripulació: 3
- Capacitat: 18 passatgers
- Longitud: 15.19 m.
- Envergadura: 19.96 m.
- Alçada: 3.6 m.
- Superfície de l'ala 51.2 m2
- Pes buit: 5.670 Kg
- Pes carregat: 7.938 Kg
- Motors: 2×  Wright R-1820-87 motor radial, 895   cada un
- Hèlixs: hèlix tripala de pas variable , 1 per motor

 Rendiment 
- Velocitat màxima: 351 km/h
- Abast: 4.025 km
- Sostre de servei: 7.740 m